# Isotemnidae
Gli isotemnidi (Isotemnidae) sono la famiglia più antica e basale del sottordine dei tossodonti. Vissero tra il Paleocene superiore e l'Oligocene inferiore (circa 60 - 33 milioni di anni fa). Vissero in Sudamerica.
Gli isotemnidi erano generalmente grandi animali con canini più grandi rispetto agli altri antichi notoungulati. La famiglia è probabilmente parafiletica o polifiletica, poiché solo caratteristiche dentali primitive uniscono i vari generi inclusi, come ad esempio una dentatura completa, canini non ridotti e nessun diastema nei generi più antichi. Allo stesso modo, sono solo debolmente collegati ad altri tossodonti da pochi elementi dentali, e il loro primitivo pattern dei molari può essere basale a tutti notoungulati tranne i notioprogoni. Il più antico dei 12 generi di questa famiglia è Isotemnus, conosciuto dal Paleocene superiore, ma altri generi sono noti dall'Eocene inferiore, tra cui Thomashuxleya, Rhyphodon, Periphragnis, Pleurostylodon e Pampatemnus. Di questi, Thomashuxleya delle dimensioni di una pecora è il più conosciuto; il suo scheletro mostra che era relativamente robusto, aveva gli arti con ridotta elongazione distale, e piedi a cinque dita dotati di zoccoli, con un grande dito centrale. L'ultimo genere noto è Pleurocoelodon dell'Oligocene inferiore.